# Invisible Touch
| 전문가 평가                   | 전문가 평가 |
| 평가 점수                     | 평가 점수   |
| 출처                          | 점수        |
| ----------------------------- | ----------- |
| AllMusic                      | [ 1 ]       |
| Blender                       | [ 5 ]       |
| Kerrang!                      | [ 6 ]       |
| The Rolling Stone Album Guide | [ 7 ]       |
| The Village Voice             | C+          |

《Invisible Touch》는 영국의 록 밴드 제네시스의 열세 번째 스튜디오 음반으로 1986년 6월 6일, 미국의 애틀랜틱 레코드에 의해 발매되었고 1986년 6월 9일, 영국의 카리스마/버진 레코드에 의해 발매되었다. 1984년 멤버들이 솔로 활동을 계속하기 위해 휴식을 취한 후, 밴드는 엔지니어이자 프로듀서인 휴 패덤과 함께 《Invisible Touch》를 작곡하고 녹음하기 위해 1985년 10월에 다시 모였다. 그들의 이전 음반과 마찬가지로, 그것은 전적으로 그룹 즉흥 연주를 통해 쓰여졌고 녹음 전에 개발된 자료는 사용되지 않았다.
《Invisible Touch》는 전 세계적인 성공을 거두었고 영국 음반 차트에서 1위, 미국 빌보드 200에서 3위에 올랐다. 이 음반은 영국에서 120만 장 이상, 미국에서 600만 장 이상 판매된 멀티 플래티넘 인증을 받은 이후 이 밴드의 가장 많이 팔린 음반으로 남아 있다. 제네시스는 미국 빌보드 핫 100에서 한 음반의 싱글 5개가 5위에 오른 최초의 밴드이자 해외 밴드가 되었으며, 〈Invisible Touch〉는 이들이 처음이자 유일하게 차트 1위에 오른 곡이다. 이 음반은 발매 직후와 회고적으로 엇갈린 평가를 받았으며, 좀 더 팝 지향적인 접근 방식과 필 콜린스의 솔로 작업과 비슷한 점이 칭찬과 비판을 동시에 받았다. 2007년, 이 음반은 새로운 스테레오와 5.1 서라운드 사운드 믹스로 재발매되었다.

## 배경
1984년 2월, 밴드는 이전 음반 《Genesis》 (1983년)를 지원하기 위해 1983년부터 1984년까지 투어를 마쳤고, 이 음반은 발매 당시 가장 많이 팔린 음반이 되었고 영국 톱 5 히트곡 〈Mama〉를 발매했다. 이 그룹은 각 멤버들이 각자의 솔로 활동을 계속할 수 있도록 비활동적인 기간으로 이를 따랐다. 마이크 러더퍼드는 그의 그룹 마이크 + 더 메카닉스를 결성하고 데뷔 음반으로 성공을 거두었고, 토니 뱅크스는 영화 음악에 집중하여 《Soundtracks》 (1986년)을 발매했고, 필 콜린스는 세 번째 솔로 음반 《No Jacket Required》 (1985년)를 발매했다. 이 음반은 전 세계적으로 큰 상업적 히트를 쳤다. 1985년 여름, 그의 솔로 투어가 끝날 무렵, 콜린스는 제네시스가 그 10월에 새 음반 작업을 시작하기로 동의했다고 확인했다. 이것은 BBC 라디오 1에서 방송된 세 사람이 헤어졌다는 잘못된 발표에 종지부를 찍었다. 러더퍼드는 그 휴식이 그룹의 음악 스타일에 영향을 미쳤다고 생각했다. "우리는 밴드 밖에서 너무 많은 일을 했고, 비록 그 발전이 대부분 무의식적이긴 하지만, 우리는 훨씬 더 많은 음악적 변화를 겪은 것처럼 보였습니다.

## 발매
《Invisible Touch》는 1986년 6월 6일, 애틀랜틱 레코드에 의해 미국에서 처음 발매되었고, 영국에서는 1986년 6월 9일, 카리스마와 버진 레코드에 의해 발매되었다. 이 음반은 1986년 6월 21일부터 96주 동안 영국 음반 차트에서 1위를 차지했고, 85주 동안 미국 빌보드 200에서 3위를 차지했다.
제네시스는 1986년부터 1987년까지 《Invisible Touch》에서 〈Invisible Touch〉, 〈Throwing It All Away〉, 〈Land of Confusion〉, 〈In Too Deep〉, 그리고 〈Tonight, Tonight, Tonight〉의 다섯 개의 싱글을 발매했다. 각각 미국 빌보드 핫 100 차트에서 상위 5위에 오르며, 제네시스는 마이클 잭슨, 자넷 잭슨, 마돈나가 세운 다섯 개의 싱글 기록과 동일하게 이 업적을 달성한 최초의 그룹이자 외국인 아티스트가 되었다.

## 곡 목록
모든 곡들은 토니 뱅크스, 필 콜린스 그리고 마이크 러더퍼드가 작사/작곡하였다.
| #  | 제목                          | 재생 시간 |
| -- | ----------------------------- | --------- |
| 1. | 〈Invisible Touch〉           | 3:29      |
| 2. | 〈Tonight, Tonight, Tonight〉 | 8:53      |
| 3. | 〈Land of Confusion〉         | 4:45      |
| 4. | 〈In Too Deep〉               | 4:58      |

| #  | 제목                                                                                  | 재생 시간       |
| -- | ------------------------------------------------------------------------------------- | --------------- |
| 1. | 〈Anything She Does〉                                                                 | 4:09            |
| 2. | 〈Domino〉 - 〈Part One – In the Glow of the Night〉 - 〈Part Two – The Last Domino〉 | 10:44 4:27 6:18 |
| 3. | 〈Throwing It All Away〉                                                              | 3:53            |
| 4. | 〈The Brazilian〉 (기악)                                                              | 4:50            |

## 인증
| 국가                                                  | 인증        | 판매량/출하량 |
| ----------------------------------------------------- | ----------- | ------------- |
| 오스트레일리아 (ARIA)                                 | 3× 플래티넘 | 210,000^      |
| 브라질 (Pro-Música Brasil)                            | 골드        | 100,000*      |
| 프랑스 (SNEP)                                         | 플래티넘    | 300,000*      |
| 독일 (BVMI)                                           | 플래티넘    | 500,000^      |
| 홍콩 (IFPI 홍콩)                                      | 골드        | 10,000*       |
| 이탈리아 (FIMI)                                       | 플래티넘    | 100,000*      |
| 일본 (RIAJ)                                           | 골드        | 128,100       |
| 뉴질랜드 (RMNZ)                                       | 4× 플래티넘 | 60,000^       |
| 스페인 (PROMUSICAE)                                   | 골드        | 50,000^       |
| 스위스 (IFPI 스위스)                                  | 플래티넘    | 50,000^       |
| 영국 (BPI)                                            | 4× 플래티넘 | 1,200,000^    |
| 미국 (RIAA)                                           | 6× 플래티넘 | 6,000,000^    |
| *판매량을 기반으로 한 인증 ^출하량을 기반으로 한 인증 |             |               |